# Татибана Гинтиё
Татибана Гинтиё (яп. 立花 誾千代; 23 сентября 1569 — 30 ноября 1602) — глава японского клана Татибана во время периода Сэнгоку. Она была дочерью Татибана Досэцу, влиятельного вассала клана Отомо (на то время они были соперники с кланом Симадзу). Поскольку у Досэцу не было сыновей, он приказал, чтобы Гинтиё стала главой семьи после его смерти. Шестилетняя Гинтиё руководила кланом в трудные времена. Она обучала девушек управляться с мечами. Гинтиё вышла замуж за Татибана Мунэсигэ, который был принят в семье и возглавил семью Досэцу.

## Сэкигахара
В битве при Сэкигахаре Гинтиё защищала клан Отомо от вторжения Курода Ёситака и Като Киёмаса. После этой битвы Восточная армия начала на них поход. Она столкнулась с ними во время осады замка Янагава, защитив арьергард Мунэсиге.